# Rock Days

Logo der Veranstaltung

Rock Days ist ein Rockfestival, das jährlich in Bad Urach stattfindet. Die Bands kommen vorwiegend aus dem süddeutschen Raum, hauptsächlich aus Baden-Württemberg.

## Geschichte
1999 fand mit dem „1. Bauwagen Bad Urach Konzert“ am 11. September eine erste Veranstaltung statt. Es war ein eintägiges Konzert mit zwei Bands. Anstoß zur Gründung des Festivals war das damals fehlende Angebot im Bereich der Rockmusik für das Ermstal. Veranstaltet wurden die Rock Days von Beginn bis 2010 von dem unabhängigen und gemeinnützigen Verein zur offenen Jugendarbeit „Bauwagen Bad Urach 1997 e. V.“.
Seit 2011 wird das Rock Days Festival vom eigens gegründeten Verein Rock Days e. V. organisiert.
Der Rock Days e. V. veranstaltet neben dem Rock Days Festival, in Zusammenarbeit mit dem Kino des Stadtjugendrings Urachs, forum22, auch das traditionelle „Weihnachtsoratorium“.
Im Jahr 2012 veranstaltete der Verein in Zusammenarbeit mit dem Bauwagen Bad Urach 1997 e. V. ein Umsonst-&-Draußen-Festival auf dem Gelände des Bauwagen Bad Urach.
Bis zu den 19. Rock Days wurde die Veranstaltung jedes Jahr durchgeführt. 2019 wurde aufgrund der Sanierung des Veranstaltungsortes eine Pause eingelegt. Die geplante Wiederaufnahme der Veranstaltung im April 2020 musste aufgrund der COVID19-Pandemie abgesagt werden. 2023 wurde bekannt gegeben, dass an einer möglichen Weiterführung der Veranstaltung gearbeitet wird.

## Organisation
Der Veranstaltungsort, die Festhalle, wurde 1913 als „Turn- und Festhalle“ am Rande des Bad Uracher Turngartens (angelegt 1872/73) errichtet. Verantwortlicher Architekt war der damalige Stadtbaumeister Albert Vatter, der die Festhalle im Jugendstil erbaut hatte. Die Außenfassade besteht aus dem für die Schwäbische Alb typischen Tuffstein.
Seit den 2. Rock Days findet das Festival an zwei Tagen statt, zu Beginn mit vier Bands pro Abend. Seit 2006 gibt es eine Nebenbühne, auf der in den Umbaupausen der Hauptbühne weitere Bands auftreten. Mittlerweile treten an zwei Tagen 14 Bands auf zwei Bühnen auf. Zum Festival kamen in zwölf Jahren mehr als 10.000 Besucher.

## Auftritte und Bands
Auf den Rock Days treten hauptsächlich lokale Bands aus Baden-Württemberg und Bayern auf. Zum Beispiel gastierten Crushead, End of Green, Itchy Poopzkid, Benzin und Undertow auf dem Festival. International war es in den Jahren 2008 und 2010 Cadaveres aus Ungarn und 2011 Alcohsonic aus Frankreich.
Alle bisher aufgetretenen Bands sortiert nach dem Auftrittsjahr:
| Jahr | Name                          | Bands | Anmerkungen |
| ---- | ----------------------------- | --- | --- |
| 1999 | 1. Bauwagen Bad Urach Konzert | Across the Border, Dark Desire | Unter dem Namen Bauwagen Konzert veranstaltet |
| 2001 | 2. Rock Days                  | Crushead, Dark Desire, Bullig, From Beyond, Bloody Fish, Take a Fake, Face in the Mirror, ABI Band | Erstmals wird der Name Rock Days erwähnt |
| 2002 | 3. Rock Days                  | Semtex, Chanchin' Attitude, Rockstar Pussy, Bullig, From Beyond, Lining Lange, Exiled, Anexxis | |
| 2003 | 4. Rock Days                  | End of Green, breschdleng, Semtex, Ridiculous, Anexxis, Exiled, Conzept, Daytrip | |
| 2004 | 5. Rock Days                  | Gimp, Undertow, Ridicoulous, Piracy, Wiaschdd, Apathy, Ashbury, Cherry Falls | |
| 2005 | 6. Rock Days                  | Herr Stilz seine Freunde, Wiaschdd, Yakuzi, Tripple Espresso, Die Siffer, Solle Vöhne, Brand, Utopia, Skylla, ABI Band                                                                                | Erstmals mit Nebenbühne |
| 2006 | 7. Rock Days                  | Itchy Poopzkid, Nulltarif, Karma Connect, Solle Vöhne, Tripple Espresso, basement 6, Underpaid, Blackpuzzle, Häddrig, Painless Agony                                                                  | |
| 2007 | 8. Rock Days                  | Benzin, Busta Hoota, Karma Connect, Yakuzi, Nulltarif, Hävy Roxx, Roses for Someone, Shadow Zone, Mader, War in Your Head                                                                             | |
| 2008 | 9. Rock Days                  | breschdleng, Cadaveres, Tune Circus, Roses for Someone, The Vankers, Loonatikk, Soulsick, Muddy Banks, Wrong Bedding, goat?                                                                           | |
| 2009 | 10. Rock Days                 | Tripple Espresso, Nulltarif, Undertow, Yakuzi, Tune Circus, Bullig, Solle Vöhne, Herr Stilz seine Freunde, Hatstik, Shadow Zone, Billy and the Kids, Aneath                                           | |
| 2010 | 11. Rock Days                 | TOS, Cadaveres, Tram, Fetzer and the Turochargers, Leerlauf, Hatstik, Repulse, Die Away, Happy Villain, Sold, Gar nicht mal so gut, Uschis Haarmoden                                                  | |
| 2011 | 12. Rock Days                 | Stepfather Fred, Alcohsonic, Tram, Walter Subject, Stinky Pete and the Rabid Babies, Wiaschdd, The Boneretors, Willkuer, Sacred Fear, Skipjacks, Sündflut, Shadow Zone, BTV, Uschis Haarmoden         | Erstmals vom Verein Rock Days e. V. ausgetragen |
| 2012 | 13. Rock Days                 | Dein Ex // Stepfather Fred, Walter Subject, Electric Love, Ihresgleichen, Roses for Someone, Dead by Sushi, shove it, The Truth about Schmidt, Bad Liver, Infinite Faith, Frantic, Klangwut, ABI Band | |
| 2013 | 14. Rock Days                 | Breschdleng, Benzin, Heisskalt, BAD LIVER, Dezemberkind, Underpaid, Bambus Orion, May The Silence Fail, The Mancoons, Deface, Ex Wife’s Skull, Fatality, Conspiracy, Da Pozz y los Tobaccos           | Die Band Fetzer and the Turbochargers musste kurzfristig absagen. Stattdessen sprang BAD LIVER ein. Da sich Dead by Sushi vor den Rock Days aufgelöst haben, spielte Dezemberkind! |
| 2014 | 15. Rock Days                 | Kissin’ Dynamite, Tune Circus, Willkuer, Bad Liver, Fetzer and the Turbocharger, Deface, Drowned by Darkness, Vanish, Corexit, Kellerhelden                                                           | |
| 2015 | 16. Rock Days                 | Hot Chick Banged, Rasga Rasga, Parkhaus, Kellerhelden, Naked Hazelbeard, End of Green, We are Legend, Stahlmagen, Circus of Fools                                                                     | |
| 2016 | 17. Rock Days                 | Nitrogods, Motorjesus, Pstagediving Elephants, We are Legend, Die Grüne Welle, City Kids feel the Beat, Juniique, Never Ending Story, Deface, Fatality                                                | |
| 2017 | 18. Rock Days                 | Walter Subject, Kissin’ Dynamite, Yakuzi, Venues, Kellerhelden, Circus of Fools, The Danger Dudes, Disfire, Naked Hazelbeard                                                                          | |
| 2018 | 19. Rock Days                 | Boiz Bänd, Untertow, Run 100% Rock, Stepfather Fred, DJ Bruno, Hight Tide, Cat Down the River, Venera, Die KarrensteigleBand, Deface                                                                  | |